# PRR9
PRR9 أو الجين الغني بالبرولين 9 (بالإنجليزية: Proline rich 9)‏ هوَ بروتين يُشَفر بواسطة جين PRR9 في الإنسان.